# 費斯克維爾 (印地安納州)
費斯克維爾（英語：Fiskville）是位於美國印地安納州蒙哥馬利縣的一個非建制地區。該地的面積和人口皆未知。